# Tove Alexanderssonová
Tove Malin Frida Alexanderssonová (* 7. září 1992 Stora Tuna) je švédská reprezentantka a několikanásobná mistryně světa v orientačním běhu. Patří jí patnáct titulů mistryně světa a dalších 11 podiových umístění na mistrovstvích světa. Je také desetinásobnou mistryní světa v lyžařskému orientačnímu běhu. Kromě orientačních sportů je i mistryní světa ve skyrunningu a skialpinismu. V současnosti běhá za švédský klub Stora Tuna OK.
Od Mezinárodní asociace Světových her získala mezinárodní ocenění Sportovec měsíce února 2015 za vítězství ve sprintu jednotlivců na lyžích v orientačním běhu na MS 2015 v Norsku a získala zároveň jako první vítěznou pozici v žebříčku orientačních běžců i orientačních běžců na lyžích.

## Sportovní kariéra
| Přehled úspěchů na Mistrovství světa | Přehled úspěchů na Mistrovství světa | Přehled úspěchů na Mistrovství světa | Přehled úspěchů na Mistrovství světa | Přehled úspěchů na Mistrovství světa | Přehled úspěchů na Mistrovství světa |
| Mistrovství světa                    | Sprint                               | Krátká trať                          | Klasická trať                        | Štafety                              | Mix štafety                          |
| ------------------------------------ | ------------------------------------ | ------------------------------------ | ------------------------------------ | ------------------------------------ | ------------------------------------ |
| Doksy 2021                           | 1. místo                             | 1. místo                             | 1. místo                             | 1. místo                             | 1. místo                             |
| Østfold 2019                         | X                                    | 1. místo                             | 1. místo                             | 1. místo                             | X                                    |
| Riga 2018                            | 2. místo                             | DSQ                                  | 1. místo                             | 2. místo                             | 1. místo                             |
| Tartu 2017                           | DSQ                                  | 1. místo                             | 1. místo                             | 1. místo                             | X                                    |
| Strömstad 2016                       | X                                    | 1. místo                             | 1. místo                             | 5. místo                             | X                                    |
| Inverness 2015                       | Q                                    | X                                    | 4. místo                             | X                                    | X                                    |
| Trentino 2014                        | 2. místo                             | 3. místo                             | 2. místo                             | 3. místo                             | X                                    |
| Vuokatti 2013                        | X                                    | 2. místo                             | 2. místo                             | 4. místo                             | X                                    |
| Lausanne 2012                        | X                                    | 2. místo                             | X                                    | 2. místo                             | X                                    |
| Savojsko 2011                        | X                                    | X                                    | X                                    | 3. místo                             | X                                    |

| Přehled úspěchů na Mistrovství Evropy | Přehled úspěchů na Mistrovství Evropy | Přehled úspěchů na Mistrovství Evropy | Přehled úspěchů na Mistrovství Evropy | Přehled úspěchů na Mistrovství Evropy | Přehled úspěchů na Mistrovství Evropy |
| Mistrovství Evropy                    | KO-Sprint                             | Sprint                                | Middle                                | Long                                  | Štafety                               |
| ------------------------------------- | ------------------------------------- | ------------------------------------- | ------------------------------------- | ------------------------------------- | ------------------------------------- |
| Neuchatel 2021                        | 1. místo                              | 1. místo                              | X                                     | X                                     | X                                     |
| Ticino 2018                           | X                                     | 1. místo                              | 2. místo                              | 1. místo                              | X                                     |
| Jeseník 2016                          | X                                     | X                                     | 1. místo                              | 1. místo                              | 2. místo                              |
| Palmela 2014                          | X                                     | X                                     | 3. místo                              | 16. místo                             | X                                     |
| Falun 2012                            | X                                     | X                                     | 5. místo                              | 4. místo                              | 3. místo                              |

| Přehled úspěchů na Mistrovství světa juniorů | Přehled úspěchů na Mistrovství světa juniorů | Přehled úspěchů na Mistrovství světa juniorů | Přehled úspěchů na Mistrovství světa juniorů | Přehled úspěchů na Mistrovství světa juniorů |
| Mistrovství světa juniorů                    | Sprint                                       | Middle                                       | Long                                         | Štafety                                      |
| -------------------------------------------- | -------------------------------------------- | -------------------------------------------- | -------------------------------------------- | -------------------------------------------- |
| Košice 2012                                  | 1. místo                                     | 1. místo                                     | 22. místo                                    | 2. místo                                     |
| Wejherowo 2011                               | 4. místo                                     | 2. místo                                     | 3. místo                                     | 1. místo                                     |
| Aalborg 2010                                 | 6. místo                                     | 1. místo                                     | 9. místo                                     | 5. místo                                     |
| San Martino 2009                             | DSQ                                          | 1. místo                                     | 52. místo                                    | 4. místo                                     |